# BYD Han
Der BYD Han (chinesisch 汉) ist eine seit 2020 gebaute Limousine der oberen Mittelklasse des chinesischen Automobilherstellers BYD Auto. Das batterieelektrisch angetriebene Basismodell wurde als BYD e9 vermarktet.

## Geschichte
Einen ersten Ausblick auf das Design des Han präsentierte BYD auf der Shanghai Auto Show im April 2019 mit dem Konzeptfahrzeug BYD E-SEED GT Hybrid Concept. Der Sportwagen hat vier Sitzplätze, die über zwei Flügeltüren erreicht werden und soll in 2,9 Sekunden auf 100 km/h beschleunigen.

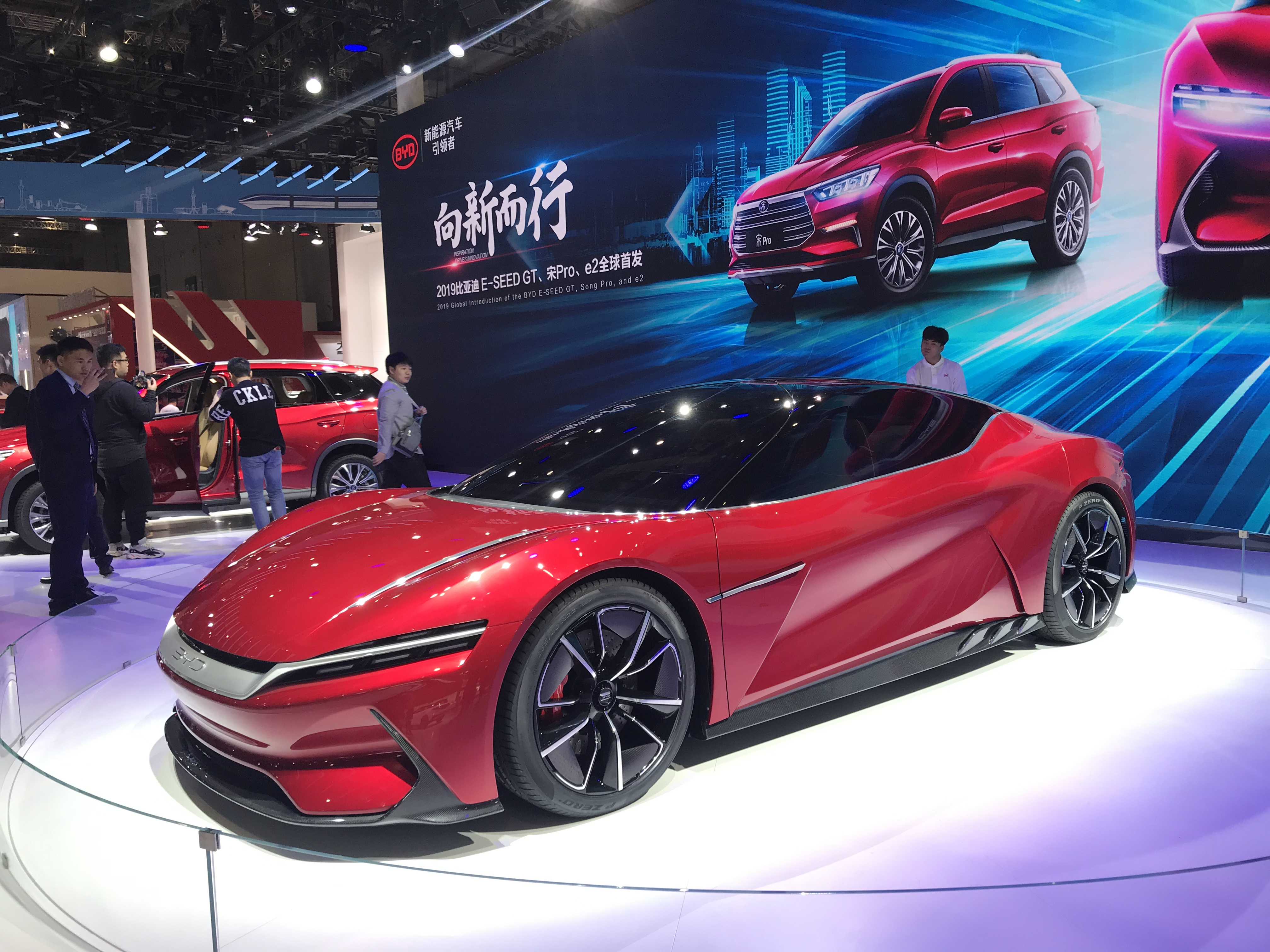
BYD E-SEED GT Hybrid Concept auf der Shanghai Auto Show 2019
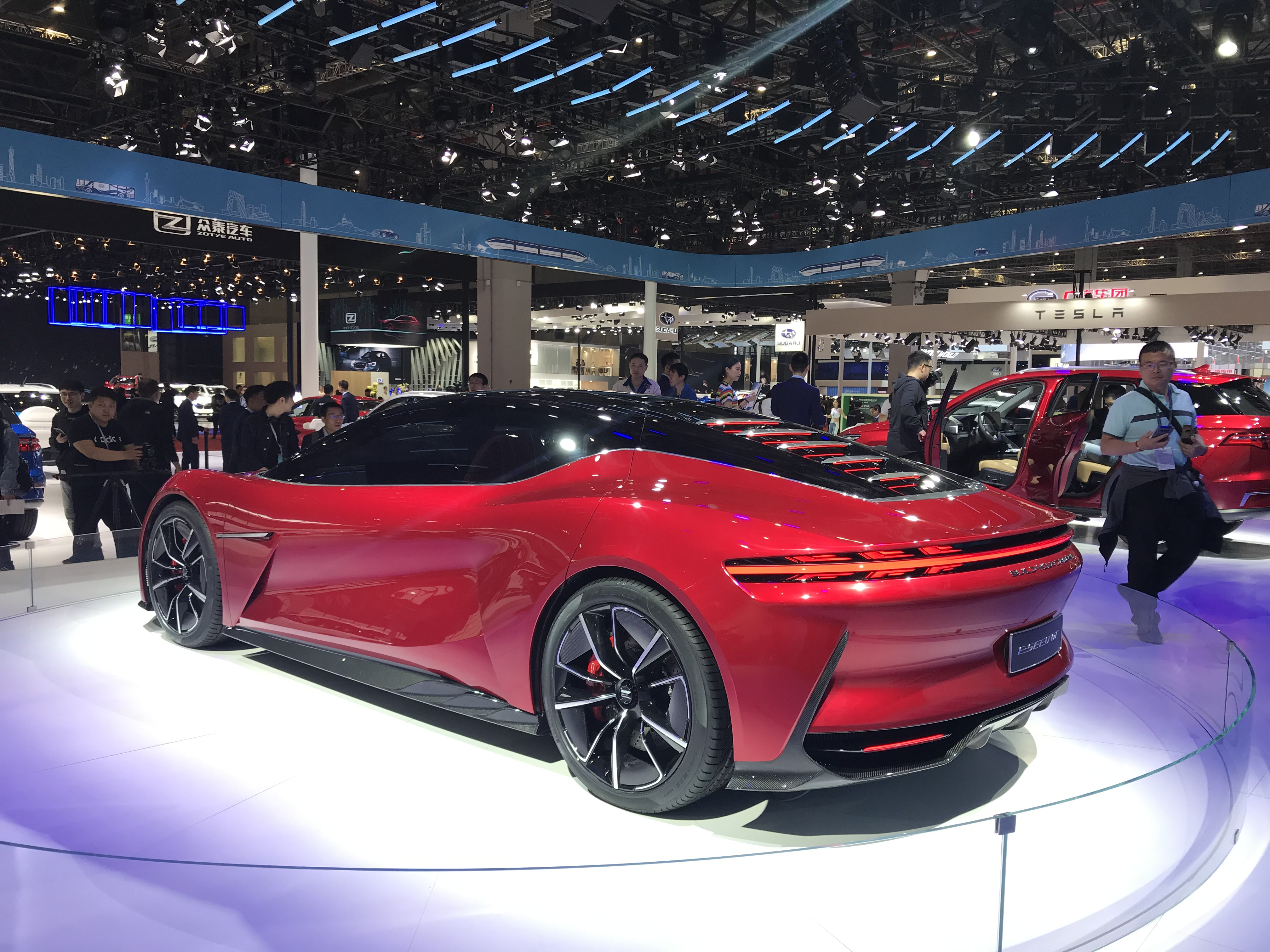
Heckansicht

Das Serienfahrzeug, das in den Abmessungen einem Tesla Model S ähnelt, ist als viertürige Limousine gestaltet und wurde im März 2020 vorgestellt. Im Rahmen der Covid-Maßnahmen wurde die ursprünglich für Juni 2020 geplante Markteinführung verschoben. Seit Juli 2020 wird der Han in China verkauft. Das Basismodell e9 kam im März 2021 in den Handel.
Anfang Mai 2020 verkündete BYD, in Europa noch 2020 Fahrzeuge verkaufen zu wollen. Letztendlich verschob sich der Verkaufsstart in Norwegen auf Sommer 2021. Nach dem SUV BYD Tang war der Han die zweite Baureihe des Unternehmens.
Eine leicht überarbeitete Version der Baureihe mit neuen Antrieben kam im April 2022 in den Handel. Im September 2024 wurde dann Lidar für die Baureihe eingeführt.

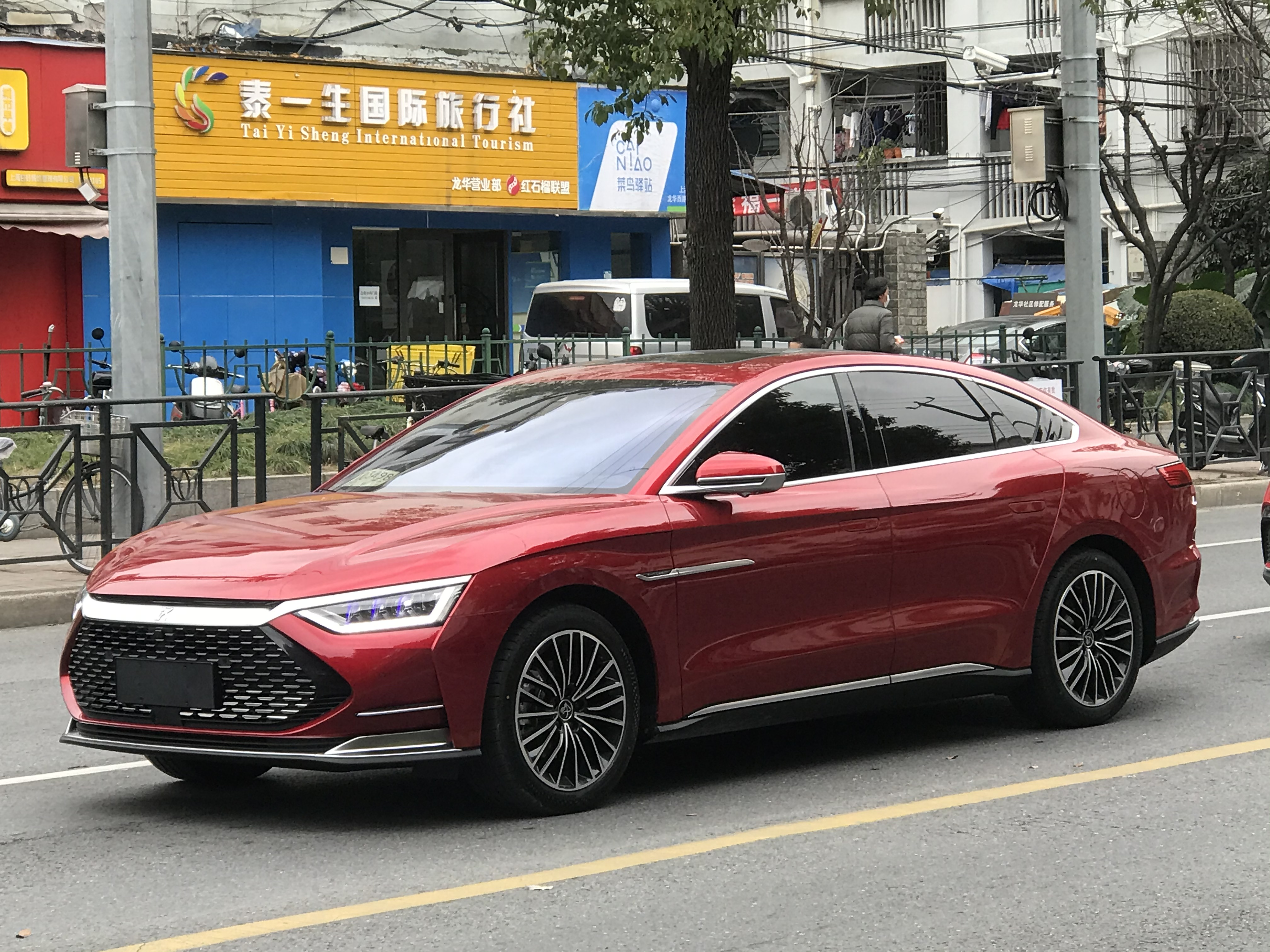
BYD Han DM (2020–2022)
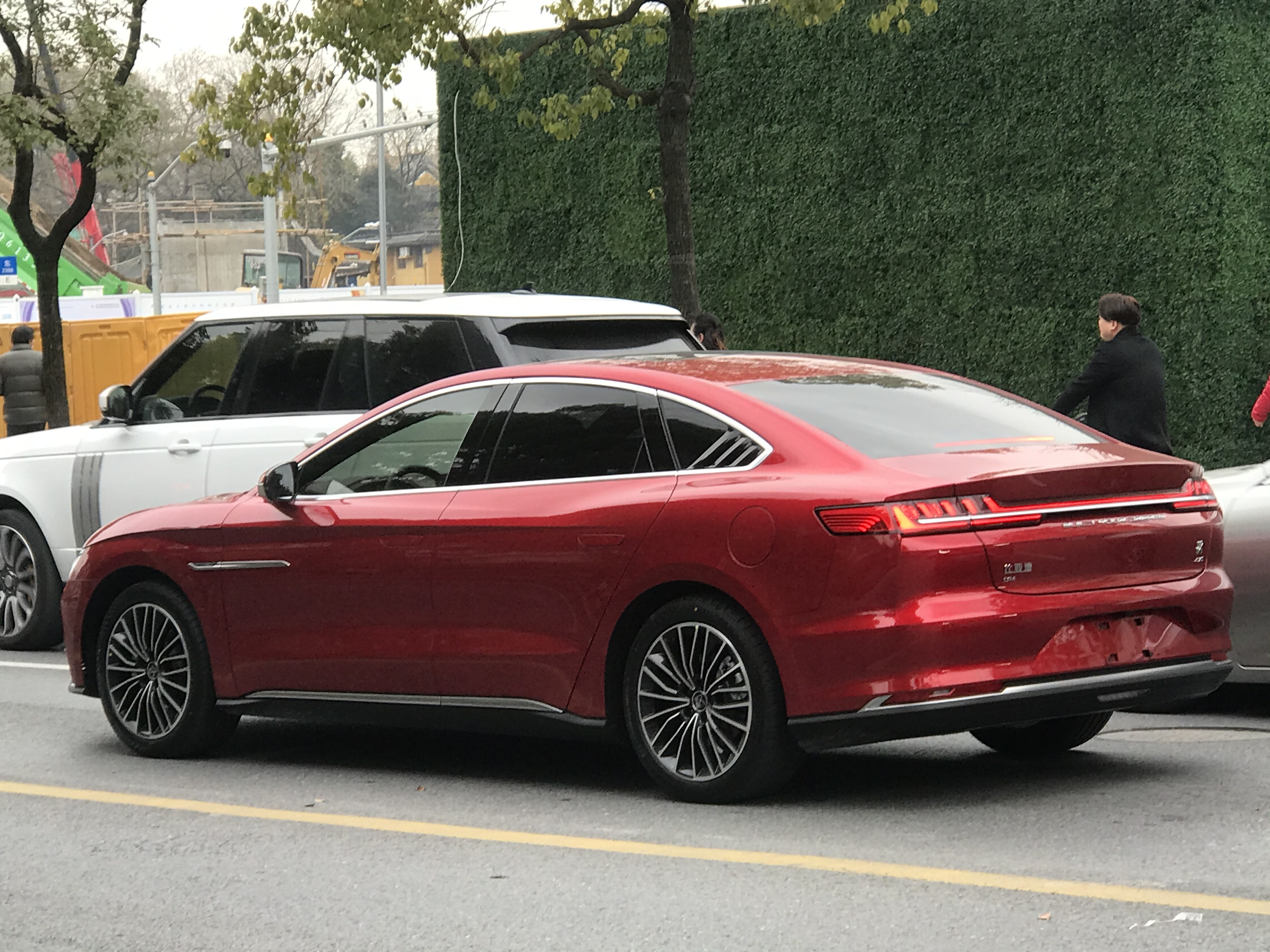
Heckansicht
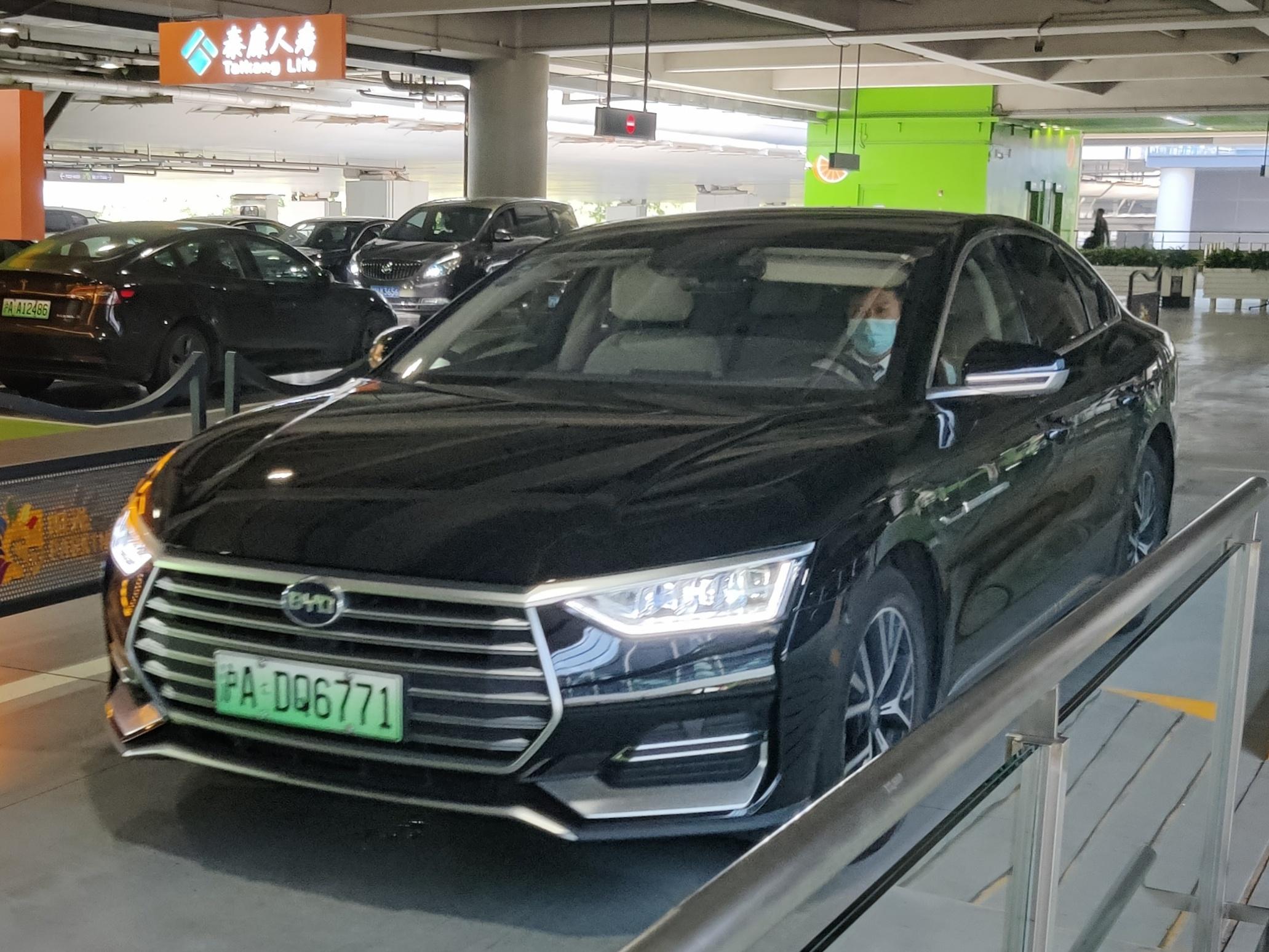
BYD e9 (2021–2024)
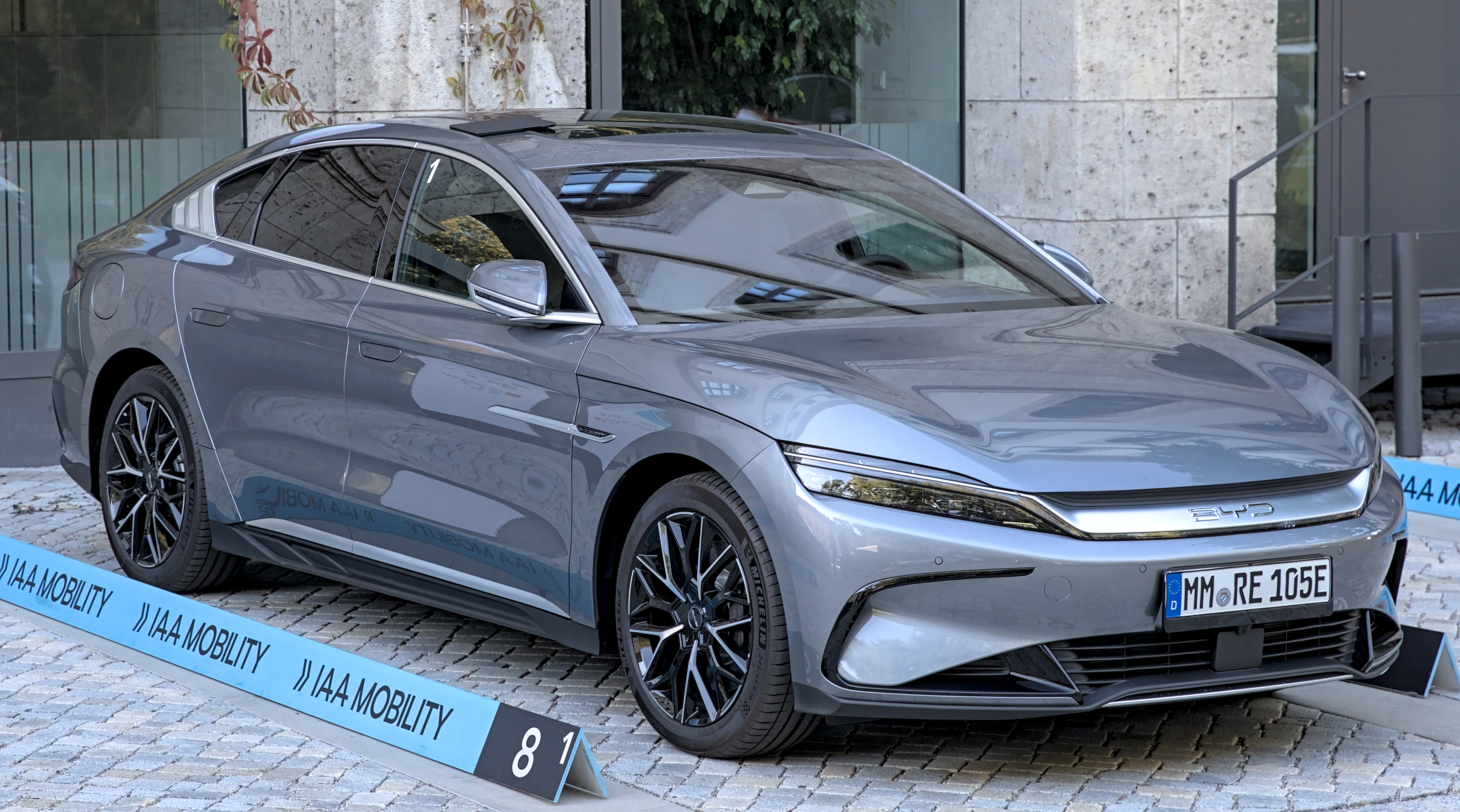
BYD Han EV (seit 2022)
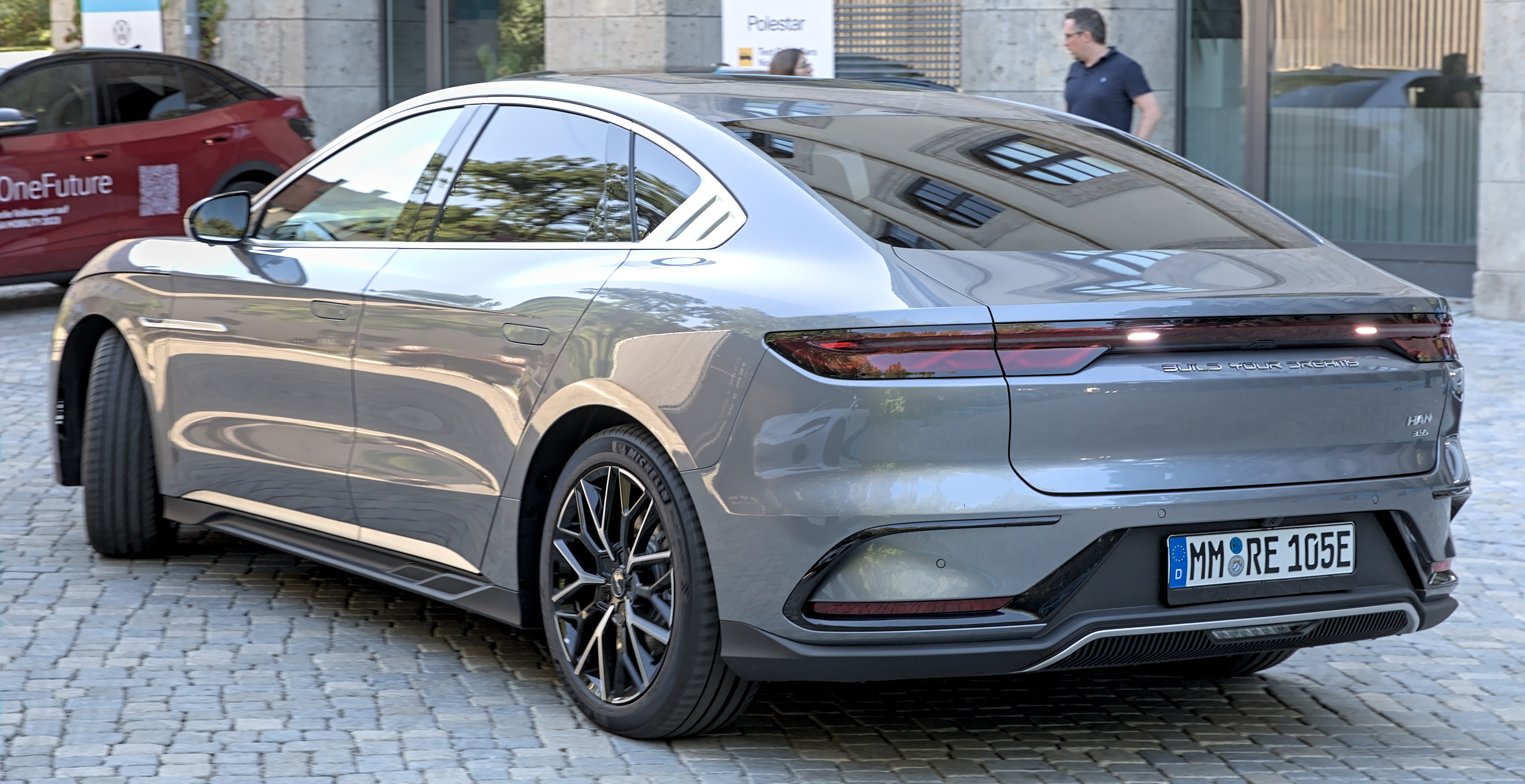
Heckansicht
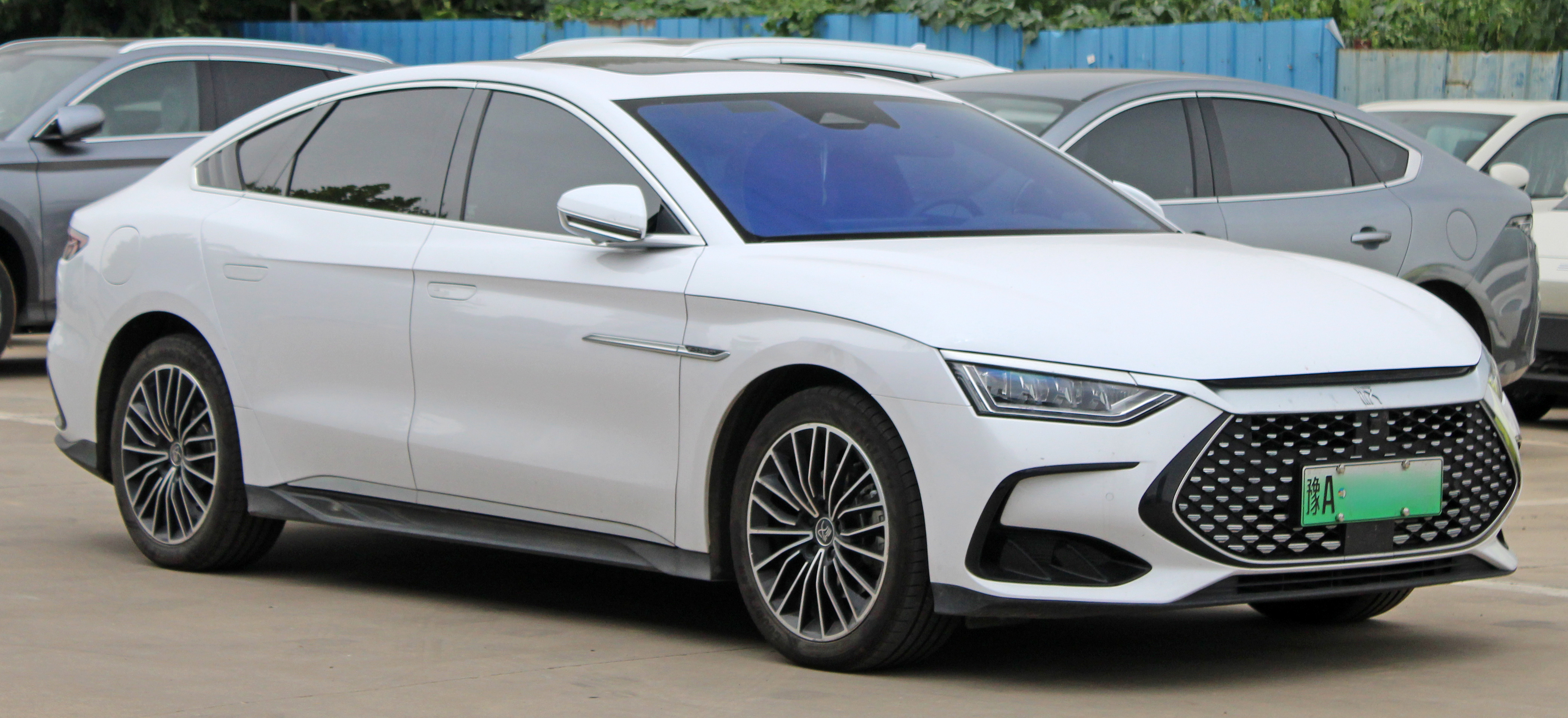
BYD Han DM (seit 2022)

Gestaltet wurden sowohl das Konzept- als auch das Serienfahrzeug von Wolfgang Egger.
Der BYD Destroyer 07, der auf der Shanghai Auto Show im April 2023 debütierte und der sogenannten „Kriegsschiff“-Serie des Herstellers zugeordnet wird, basiert auf dem Han. Dieser Wagen ist nur als Plug-in-Hybrid verfügbar.

## Modellvarianten
Die Modellvariante lässt sich beim BYD Han an der Zahl am Heck erkennen, die die Beschleunigung von 0 auf 100 km/h in Sekunden angibt. Eine niedrigere Zahl entspricht daher einer stärkeren Modellvariante. Ebenso ist der Markenname Build Your Dreams (kurz: BYD) in einzelnen Buchstaben auf der Heckklappe ausgeschrieben.

## Technik
Der Plug-in-Hybrid DM und die Elektroversionen EV kommen auch schon im Tang zum Einsatz. Der Strömungswiderstandskoeffizient cw des Han wird mit 0,23 angegeben. Vorn hat der Han eine Einzelradaufhängung, hinten eine Mehrlenkerachse.

### Batterietechnik
Mit einem Energieinhalt von 15,2 kWh erreicht der DM eine elektrische Reichweite nach NEFZ von 81 km. Beide zum Marktstart verfügbaren EV-Varianten haben einen Lithium-Eisenphosphat-Akkumulator mit einem Energieinhalt von 76,9 kWh, den der Hersteller als Blade-Batterie bezeichnet. Die elektrische Reichweite nach NEFZ wird hier mit bis zu 605 km angegeben. Der Energiespeicher soll nur in etwa halb so groß sein wie in vergleichbaren Elektroautos von BYD und das Brandrisiko ist reduziert gegenüber den gängigen Lithium-Ionen-Akkumulatoren. Außerdem liegt der Preis des Akkumulators unterhalb der Lithium-Ionen-Akkumulatoren, da Eisen günstiger gehandelt wird als Mangan, Nickel oder Cobalt. Gegenüber den Lithium-Ionen-Akkumulatoren soll außerdem die Zyklenfestigkeit laut Bundesministerium für Verkehr und digitale Infrastruktur fünfmal so hoch sein. Im Han kommt außerdem eine Kühlung zum Einsatz, die den Akkumulator konstant in einem Bereich von rund 50 °C hält. Die Limousine soll demnach 10.000 Mal aufgeladen werden können, ohne mehr als 20 Prozent der ursprünglichen Nennkapazität zu verlieren. Außerdem sollen Lithium-Eisenphosphat-Akkumulatoren zu fast 100 Prozent recycelt werden können.

### Infotainment

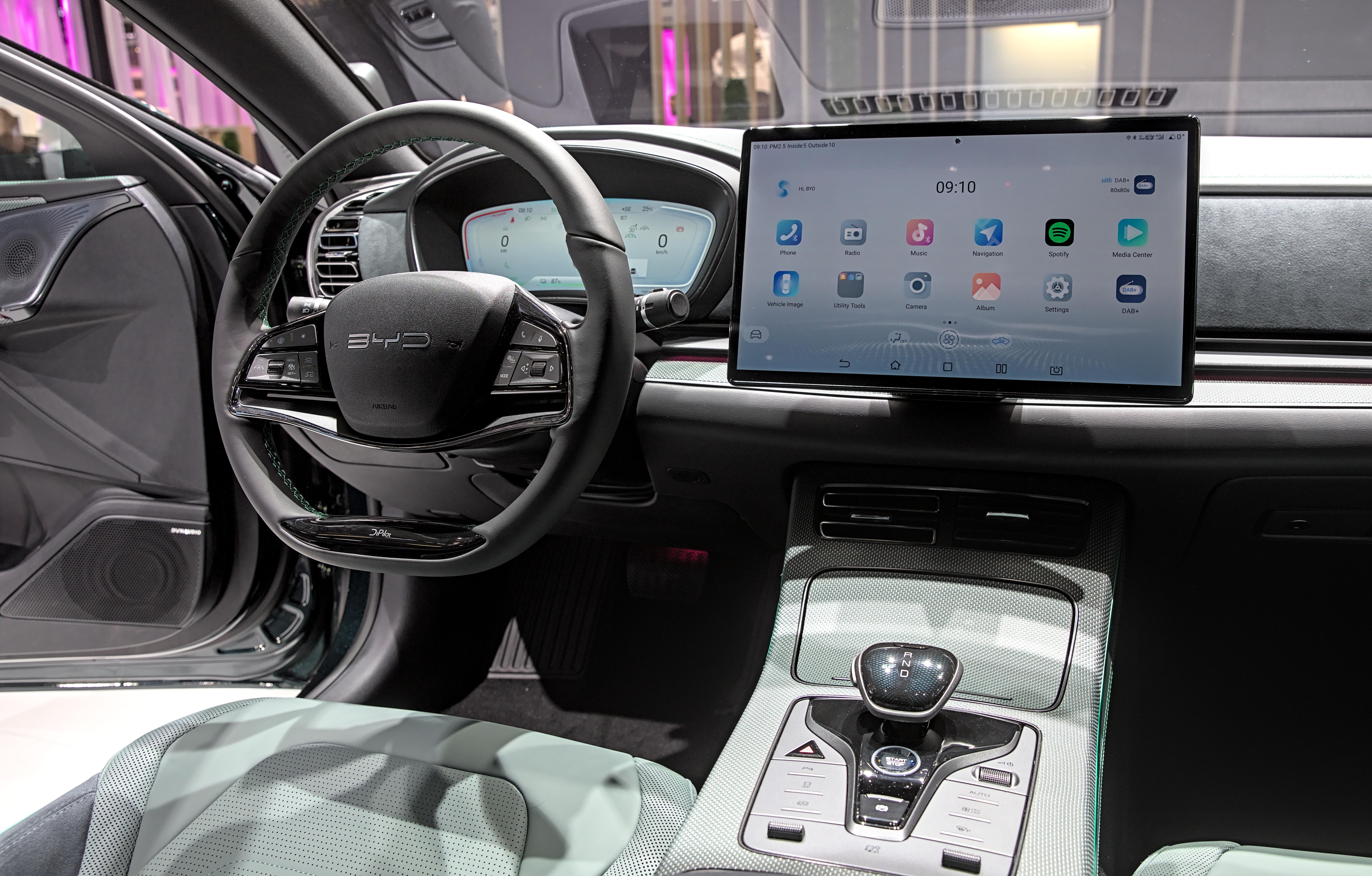
Innenansicht

Das Infotainmentsystem im Innenraum verfügt optional über eine Karaoke-Anlage mit tragbarem Mikrofon. Weiter arbeitet es mit 12 Dynaudio-Lautsprechern. Der zentrale 15,6 Zoll große Bildschirm lässt sich außerdem je nach Geschmack sowohl horizontal als auch vertikal ausrichten.

## Technische Daten
| Kenngrößen                                  | DM                               | DM-i                        | DM-i                        | DM-i                        | DM-i                        | DM-p                              | DM-p                              | e9                                      | EV                                      | EV                                      | EV                                      | EV                                      | EV                                      | EV                                      | EV                                      |
| ------------------------------------------- | -------------------------------- | --------------------------- | --------------------------- | --------------------------- | --------------------------- | --------------------------------- | --------------------------------- | --------------------------------------- | --------------------------------------- | --------------------------------------- | --------------------------------------- | --------------------------------------- | --------------------------------------- | --------------------------------------- | --------------------------------------- |
| Bauzeitraum                                 | 07/2020–04/2022                  | 04/2022–09/2024             | seit 09/2024                | 05/2023–09/2024             | 04/2022–05/2023             | 05/2023–09/2024                   | 04/2022–05/2023                   | 03/2021–09/2024                         | seit 09/2024                            | 07/2020–09/2024                         | seit 09/2024                            | 04/2022–09/2024                         | seit 09/2024                            | 07/2020–02/2024                         | seit 04/2022                            |
| Motorkenndaten                              |                                  |                             |                             |                             |                             |                                   |                                   |                                         |                                         |                                         |                                         |                                         |                                         |                                         |                                         |
| Motortyp                                    | R4-Ottomotor + Elektromotor      | R4-Ottomotor + Elektromotor | R4-Ottomotor + Elektromotor | R4-Ottomotor + Elektromotor | R4-Ottomotor + Elektromotor | R4-Ottomotor + 2 Elektromotoren   | R4-Ottomotor + 2 Elektromotoren   | Elektromotor                            | Elektromotor                            | Elektromotor                            | Elektromotor                            | Elektromotor                            | Elektromotor                            | 2 Elektromotoren                        | 2 Elektromotoren                        |
| Hubraum                                     | 1999 cm³                         | 1497 cm³                    | 1498 cm³                    | 1497 cm³                    | 1497 cm³                    | 1497 cm³                          | 1497 cm³                          | —                                       | —                                       | —                                       | —                                       | —                                       | —                                       | —                                       | —                                       |
| max. Leistung Verbrennungsmotor             | 141 kW (192 PS) bei 5500/min     | 102 kW (139 PS)             | 115 kW (156 PS)             | 102 kW (139 PS)             | 102 kW (139 PS)             | 102 kW (139 PS)                   | 102 kW (139 PS)                   | —                                       | —                                       | —                                       | —                                       | —                                       | —                                       | —                                       | —                                       |
| max. Leistung E-Motoren                     | 180 kW (245 PS)                  | 145 kW (197 PS)             | 200 kW (272 PS)             | 160 kW (218 PS)             | 160 kW (218 PS)             | 160 kW (218 PS) + 200 kW (272 PS) | 160 kW (218 PS) + 200 kW (272 PS) | 163 kW (222 PS)                         | 150 kW (204 PS)                         | 163 kW (222 PS)                         | 168 kW (228 PS)                         | 180 kW (245 PS)                         | 180 kW (245 PS)                         | 163 kW (222 PS) + 200 kW (272 PS)       | 180 kW (245 PS) + 200 kW (272 PS)       |
| Leistung Gesamtsystem                       | 321 kW (437 PS)                  | k. A.                       | k. A.                       | k. A.                       | k. A.                       | k. A.                             | k. A.                             | —                                       | —                                       | —                                       | —                                       | —                                       | —                                       | —                                       | —                                       |
| max. Drehmoment Verbrennungsmotor           | 320 Nm bei 1500–4000/min         | 231 Nm                      | 225 Nm                      | 231 Nm                      | 231 Nm                      | 231 Nm                            | 231 Nm                            | —                                       | —                                       | —                                       | —                                       | —                                       | —                                       | —                                       | —                                       |
| max. Drehmoment E-Motoren                   | 330 Nm                           | 316 Nm                      | 315 Nm                      | 325 Nm                      | 325 Nm                      | 325 Nm + 350 Nm                   | 325 Nm + 350 Nm                   | 330 Nm                                  | 310 Nm                                  | 330 Nm                                  | 350 Nm                                  | 350 Nm                                  | 350 Nm                                  | 330 Nm + 350 Nm                         | 350 Nm + 350 Nm                         |
| Drehmoment Gesamtsystem                     | 650 Nm                           | k. A.                       | k. A.                       | k. A.                       | k. A.                       | k. A.                             | k. A.                             | —                                       | —                                       | —                                       | —                                       | —                                       | —                                       | —                                       | —                                       |
| Kraftübertragung                            |                                  |                             |                             |                             |                             |                                   |                                   |                                         |                                         |                                         |                                         |                                         |                                         |                                         |                                         |
| Antrieb                                     | Allradantrieb                    | Vorderradantrieb            | Vorderradantrieb            | Vorderradantrieb            | Vorderradantrieb            | Allradantrieb                     | Allradantrieb                     | Vorderradantrieb                        | Vorderradantrieb                        | Vorderradantrieb                        | Vorderradantrieb                        | Vorderradantrieb                        | Vorderradantrieb                        | Allradantrieb                           | Allradantrieb                           |
| Getriebe                                    | 6-Stufen-Doppelkupplungsgetriebe | Stufenloses Getriebe        | Stufenloses Getriebe        | Stufenloses Getriebe        | Stufenloses Getriebe        | Stufenloses Getriebe              | Stufenloses Getriebe              | 1-Stufen-Reduktionsgetriebe             | 1-Stufen-Reduktionsgetriebe             | 1-Stufen-Reduktionsgetriebe             | 1-Stufen-Reduktionsgetriebe             | 1-Stufen-Reduktionsgetriebe             | 1-Stufen-Reduktionsgetriebe             | 1-Stufen-Reduktionsgetriebe             | 1-Stufen-Reduktionsgetriebe             |
| Antriebsbatterie                            |                                  |                             |                             |                             |                             |                                   |                                   |                                         |                                         |                                         |                                         |                                         |                                         |                                         |                                         |
| Zellchemie                                  |                                  |                             |                             |                             |                             |                                   |                                   | Lithium-Eisenphosphat-Akkumulator (LFP) | Lithium-Eisenphosphat-Akkumulator (LFP) | Lithium-Eisenphosphat-Akkumulator (LFP) | Lithium-Eisenphosphat-Akkumulator (LFP) | Lithium-Eisenphosphat-Akkumulator (LFP) | Lithium-Eisenphosphat-Akkumulator (LFP) | Lithium-Eisenphosphat-Akkumulator (LFP) | Lithium-Eisenphosphat-Akkumulator (LFP) |
| Energieinhalt                               | 15,2 kWh                         | 18,3 kWh                    | k. A.                       | 30,8 kWh                    | 37,5 kWh                    | 36,0 kWh                          | 37,5 kWh                          | 64,8 kWh                                | 60,5 kWh                                | 76,9 kWh                                | 72,0 kWh                                | 85,4 kWh                                | 85,4 kWh                                | 76,9 kWh                                | 85,4 kWh                                |
| Messwerte                                   |                                  |                             |                             |                             |                             |                                   |                                   |                                         |                                         |                                         |                                         |                                         |                                         |                                         |                                         |
| Länge × Breite × Höhe                       | 4960 mm × 1910 mm × 1495 mm      | 4975 mm × 1910 mm × 1495 mm | 4995 mm × 1910 mm × 1495 mm | 4975 mm × 1910 mm × 1495 mm | 4975 mm × 1910 mm × 1495 mm | 4975 mm × 1910 mm × 1495 mm       | 4975 mm × 1910 mm × 1495 mm       | 4980 mm × 1910 mm × 1495 mm             | 4995 mm × 1910 mm × 1495 mm             | 4980 mm × 1910 mm × 1495 mm             | 4995 mm × 1910 mm × 1495 mm             | 4995 mm × 1910 mm × 1495 mm             | 4995 mm × 1910 mm × 1495 mm             | 4980 mm × 1910 mm × 1495 mm             | 4995 mm × 1910 mm × 1495 mm             |
| Radstand                                    | 2920 mm                          | 2920 mm                     | 2920 mm                     | 2920 mm                     | 2920 mm                     | 2920 mm                           | 2920 mm                           | 2920 mm                                 | 2920 mm                                 | 2920 mm                                 | 2920 mm                                 | 2920 mm                                 | 2920 mm                                 | 2920 mm                                 | 2920 mm                                 |
| Leergewicht                                 | 2020 kg                          | 1870 kg                     | 1910 kg                     | 2010 kg                     | k. A.                       | 2200 kg                           | k. A.                             | 2020 kg                                 | 1920 kg                                 | 2020 kg                                 | 2000 kg                                 | k. A.                                   | 2100 kg                                 | 2170 kg                                 | k. A.                                   |
| Höchstgeschwindigkeit                       | 185 km/h                         | 185 km/h                    | 200 km/h                    | 185 km/h                    | 185 km/h                    | 185 km/h                          | 185 km/h                          | 185 km/h                                | 185 km/h                                | 185 km/h                                | 185 km/h                                | 185 km/h                                | 185 km/h                                | 185 km/h                                | 185 km/h                                |
| Beschleunigung, 0–100 km/h                  | 4,7 s                            | 7,9 s                       | 6,9 s                       | 7,9 s                       | 7,9 s                       | 3,7 s                             | 3,7 s                             | 7,9 s                                   | 7,9 s                                   | 7,9 s                                   | 7,9 s                                   | 7,9 s                                   | 7,9 s                                   | 3,9 s                                   | 3,9 s                                   |
| Kraftstoffverbrauch auf 100 km (kombiniert) | 1,4 l Super                      | 4,2 l Super                 | 3,8 l Super                 | 4,5 l Super                 | 4,5 l Super                 | 5,2 l Super                       | 5,2 l Super                       | —                                       | —                                       | —                                       | —                                       | —                                       | —                                       | —                                       | —                                       |
| Tankinhalt                                  | 48 l                             | 50 l                        | 50 l                        | 50 l                        | 50 l                        | 50 l                              | 50 l                              | —                                       | —                                       | —                                       | —                                       | —                                       | —                                       | —                                       | —                                       |
| elektrische Reichweite nach NEFZ            | 81 km                            | 121 km                      | 125 km                      | 200 km                      | 242 km                      | 200 km                            | 202 km                            | 506 km                                  | 506 km                                  | 605 km                                  | 605 km                                  | 715 km                                  | 701 km                                  | 550 km                                  | 610 km                                  |
| Abgasnorm                                   | China VI                         | China VI                    | China VI                    | China VI                    | China VI                    | China VI                          | China VI                          | —                                       | —                                       | —                                       | —                                       | —                                       | —                                       | —                                       | —                                       |

## Zulassungszahlen
Im Jahr 2023 wurden in Deutschland insgesamt 91 BYD Han neu zugelassen. 2024 waren es 90 Modelle der Baureihe.
|  |

|  |

|  |

|  |

|  |

|  |

|  |

|  |

|  |

|  |

|  |

|  |

|  |

|  |

|  |

|  |

|  |

|  |

|  |

|  |

|  |

|  |

|  |

|  |

|  |

|  |

|  |

|  |

|  |

|  |

|  |

|  |

|  | Elektro (181) |

|  | Elektro (181) |